# イバード派
イバード派（アラビア語: الإباضية）はオマーンに多く存在するイスラームの宗派。 アルジェリア、チュニジア、リビア、東アフリカの一部にも存在する。預言者ムハンマドが死亡してから約20年後の650年頃、またはスンナ派とシーア派の両方に先んじて興った。ハワーリジュ派の流れを汲み、それを認識している一方、それに分類されることに強い抵抗を示している。

## 歴史
宗派の名前は始祖であるアブドゥッラー・イブン・イバードに由来するが、事実上の創始者はオマーン・ニズワのジャービル・イブン・ザイドであり、イラクのバスラで創設された。イブン・イバードは、第5代ウマイヤ朝カリフであるアブドゥルマリクが権力を握った頃に、より大きなハワーリジュ派の動きを打ち破る役割があった。イバード派はイスラム教の第3代正統カリフウスマーンの支配に反対したが、より極端なハワーリジュ派と違って、ウスマーンの殺害と、異なる宗派のムスリムを多神教徒と見做す思想を否定した。また、第4代正統カリフのアリーに反対するより緩やかなグループに属し、アリーとウマイヤ朝初代カリフムアーウィヤの間の紛争の前の形にイスラームを戻そうとする。
ウマイヤ朝への敵対を理由に、イバード派は740年代にヒジャズ地方から始まった武装蜂起を試みたが、逆に第14代ウマイヤ朝カリフのマルワーン2世が4000人強の軍隊を率いて、最初にメッカ、その後イエメンのサナアでイバード派を根絶し、最後にハドラマウト西部のシバームで包囲した。しかし、シリアの中心部にイバード派が残ったことにより、ウマイヤ朝はイバード派との和平を余儀なくされ、宗派はその後4年間シバームにコミュニティを残し、オマーンのイバード派当局に引き続き税金を払うことが許された。ウマイヤ朝の軍人ハッジャージ・イブン・ユースフが、ハワーリジュ派への対抗としてイバード派を支持したため、マルワーン2世の死後、ジャービル・イブン・ザイドはユースフとの友好を維持した。しかし、イブン・ザイドはユースフのスパイの暗殺を命じ、それと共に多くのイバード派は反乱してオマーンに追放された。
また、8世紀にはイバード派はオマーンの内陸部にイマームを擁立した。それは、規則が継承されたスンナ派とシーア派の王朝とは対照的に選出されたものであり、これらのイマームは政治的、精神的、軍事的機能を発揮した。
10世紀に入ると、イバード派はシンド、ホラーサーン、ハドラマウト、ドファール、マスカット、ナフサ山地、ゲシュム島に広がっていた。 13世紀までには、アンダルス、シチリア、ムザブ、そしてサヘル地域の西部にも宗派が存在していた。シバームの最後のイバード派は、12世紀のスライフ朝によって追放された。 14世紀、歴史家のイブン・ハルドゥーンは、ハドラマウトのイバード派の影響の痕跡について言及したが、イバード派は現在この地域には存在しない。

## 教義
イバード派の国では、主流のイスラームの宗派に先行して興ったという理由で、イバード派はイスラームの初期の、そして非常に正統的な解釈であると考えられている。

### 他宗派との教義上の違い
イバード派はイスラームの他宗派といくつかの教義上の違いを持っている。
- ムゥタズィラ派やシーア派と同様に、最後の審判の際にアッラーはムスリムに対して自身の姿を示さないと考える。一方、スンナ派は、ムスリムが審判の日にアッラーと会うと考えている[15]。
- ムゥタズィラ派と同様に、クルアーンはある時点でアッラーによって創造されたと考える[16]。一方、スンナ派はアッバース朝第7代カリフマアムーンの異端審問におけるイブン・ハンバルに例示されるように、クルアーンは神と共に永遠であると考える[17]。
- ムゥタズィラ派やシーア派と同様に、クルアーンのアッラーへの擬人化された言及を比喩として解釈する[16]。
- 予定説についての見解はスンナ派と同様である[16]。
- イスラーム世界の指導者が1人である必要はなく、その職に適した人物が1人もいなければ、ウンマは自治を行うことができる[9][11]。これはスンナ派のカリフ制、シーア派のイマーム制の両方と異なる[10][18][19]。
- イマームが、預言者ムハンマドの部族であったクライシュ族の子孫である必要はない[10][11]。これはシーア派と異なる[5]。
- シーア派のタキーヤと同様に、特定の状況下で自分の信念を隠すことは容認できると考える[16]。

### イスラーム史と歴代カリフに対しての見解
イバード派は、スンナ派と同様に、アブー・バクルとウマルについては正統なカリフと認める。そして、ウスマーンの支配の前半は正統と見做し、後半は縁故主義と異端の両方の影響を受けて腐敗していると見做す。また、シーア派と同様に、アリーの支配の初期の部分を認め、アーイシャの反乱とムアーウィヤの反抗を否定する。しかし、スィッフィーンの戦いでの和平がアリーをリーダーシップに適さないものにしたと見做し、ナフラワーンの戦いでハワーリジュ派を殺害したと非難する。現代のイバード派神学者は、ウスマーン、アリー、ムアーウィヤに対するハワーリジュ派の初期の抵抗を擁護する。
モロッコの探検家イブン・バットゥータはオマーンでイバード派のジュムアを観察し、ジュムアをズフルと同じように祈っていると語った。そして、イバード派がウスマーンとアリーではなく、アッラーの慈悲にアブー・バクルとウマルについて祈っていることを指摘した。
イバード派の考えでは、次の正統なカリフはムアーウィヤとの和平を結んだことを理由にアリーに抵抗したハワーリジュ派の指導者、アブドゥッラー・イブン・ワーブである。ムアーウィヤ以降の全てのカリフは、意見が異なるウマル2世を除いて、君主と見做される。多数のイバード派指導者が、南アフリカのアブドゥッラー・イブン・ヤフヤーや北アフリカのルスタム朝のイマームを含む真のイマームとして認識されている。伝統的に、保守的なオマーンのイバード派は君主制と世襲制を拒否し、指導者を選出している。
他の場での激しい宗教紛争にもかかわらず、イバード派は現実主義者であり、理由と政治的便宜が理想的なイスラームの状態を調節しなければならないと考えている。